# V pogone za slavoj
V pogone za slavoj (В погоне за славой) è un film del 1956 diretto da Rafail Jul'evič Gol'din.